# Liste des différents types de chaussures
 (mars 2024).
 (août 2017).
Si vous disposez d'ouvrages ou d'articles de référence ou si vous connaissez des sites web de qualité traitant du thème abordé ici, merci de compléter l'article en donnant les références utiles à sa vérifiabilité et en les liant à la section « Notes et références ».
Ceci est une liste de types, styles et grandes catégories de chaussures.

## A

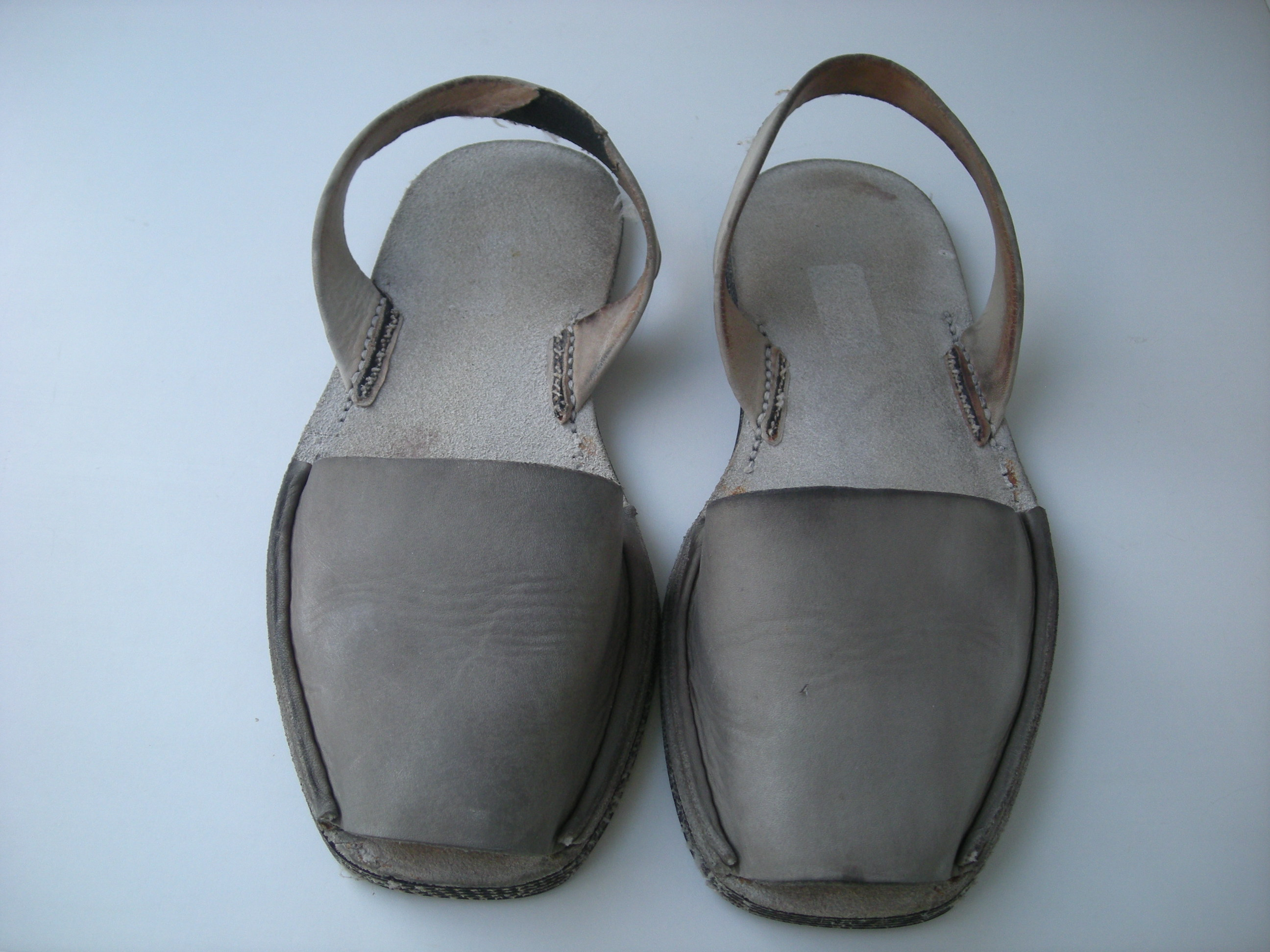
Une paire d’avarcas.

- Abarka
- Adilette
- Avarca

## B

Des paires de ballerines.

- Babies
- Babouche
- Balgha
- Ballerine
- Botte
- Botte de ballet
- Botte en caoutchouc
- Bottes sauvages
- Bottine Beatles
- Brodequin
- Brogue

## C

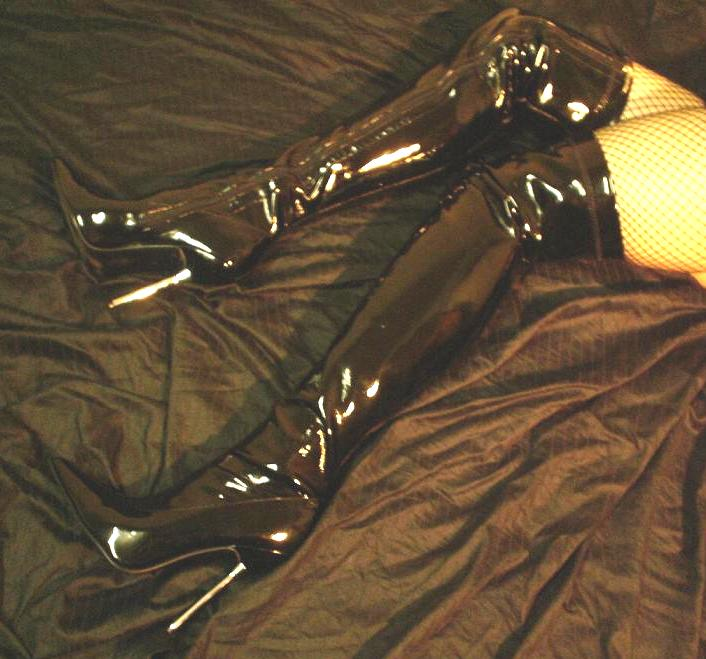
Une paire de Cuissardes.

- Caligae
- Carbatinae
- Charentaise
- Chausson
- Chaussure Areni-1
- Chaussure à semelles compensées
- Chaussure bateau
- Chaussure de sécurité
- Chaussure transparente
- Chopine (chaussure)
- Claquettes (chaussure)
- Cothurne
- Creepers
- Crocs
- Cuissarde
- Chaussure de sport

## D

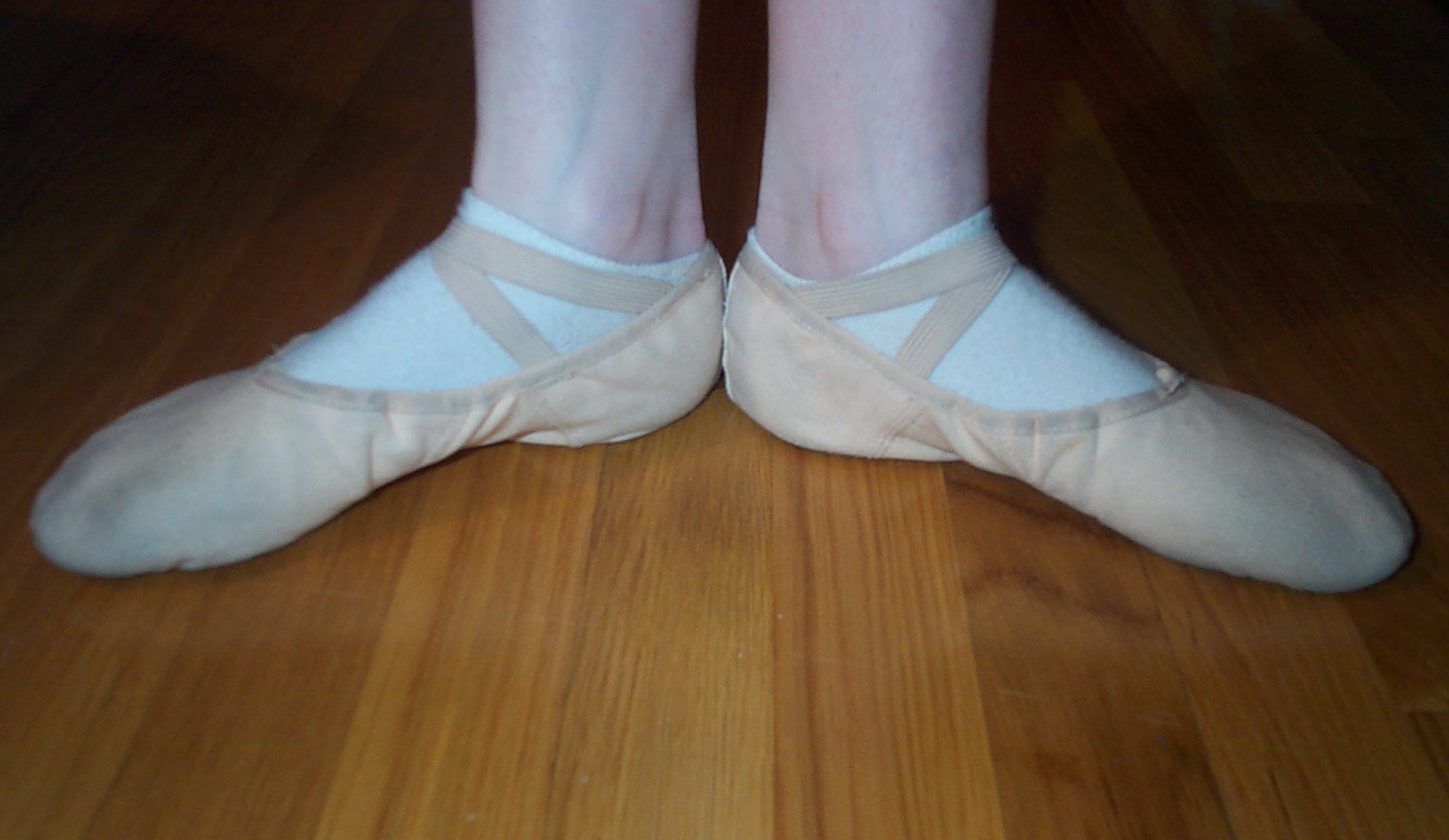
Une paire de Demi-pointes.

- Découpé
- Demi-pointes
- Derby (chaussure)
- Double Boucle

## E
- Escarpin

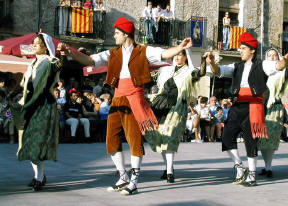
Danseur portant une paire d’Espadrilles.

- Espadrille (Au Québec, espadrille signifie chaussure de sport.)

## G
- Geta
- Ghillie

## H
- Huaraches

## M

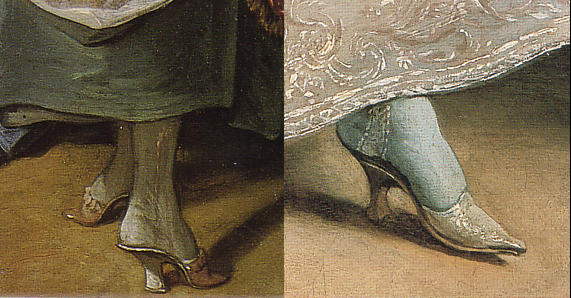
Mules du XVIIIe siècle d'après François Boucher.

- Mocassin
- Monk (chaussure)
- Mule (chaussure)

## O
- Okobo

## P

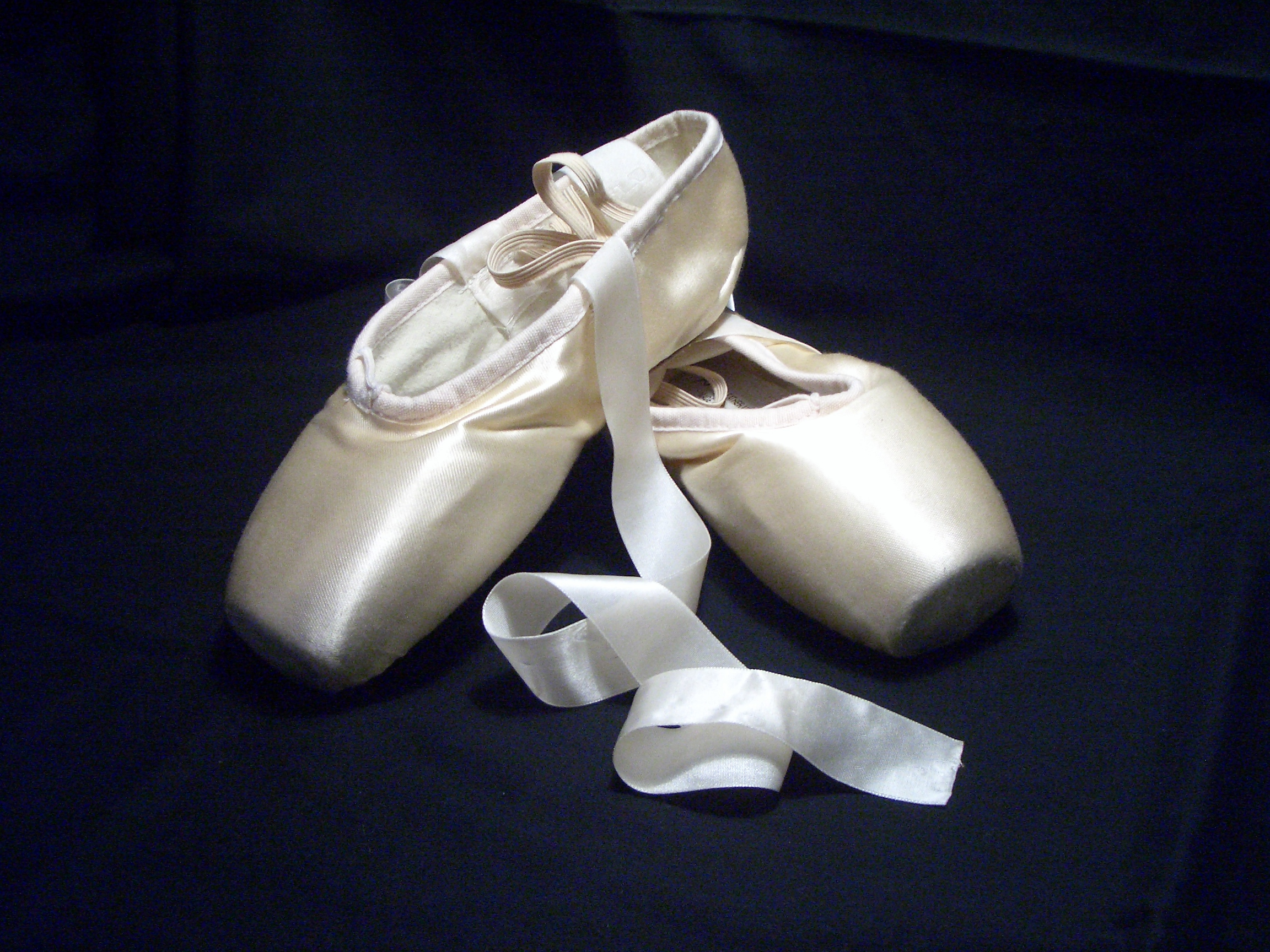
Une paire de Pointes.

- Paduka
- Pantoufle
- Pataugas
- Pointes
- Pointinini
- Poulaine

## R

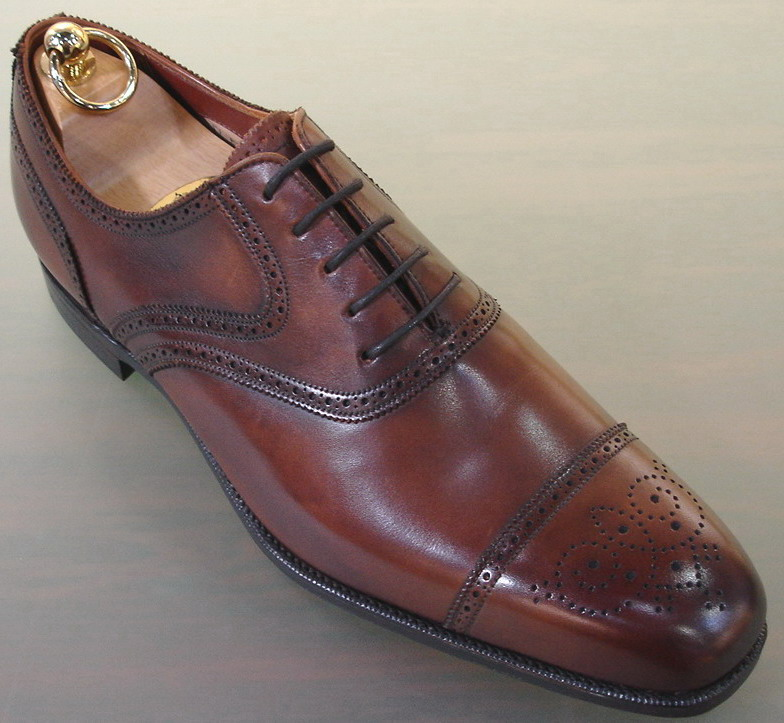
Une Richelieu.

- Rangers (chaussure)
- Richelieu (chaussure)

## S

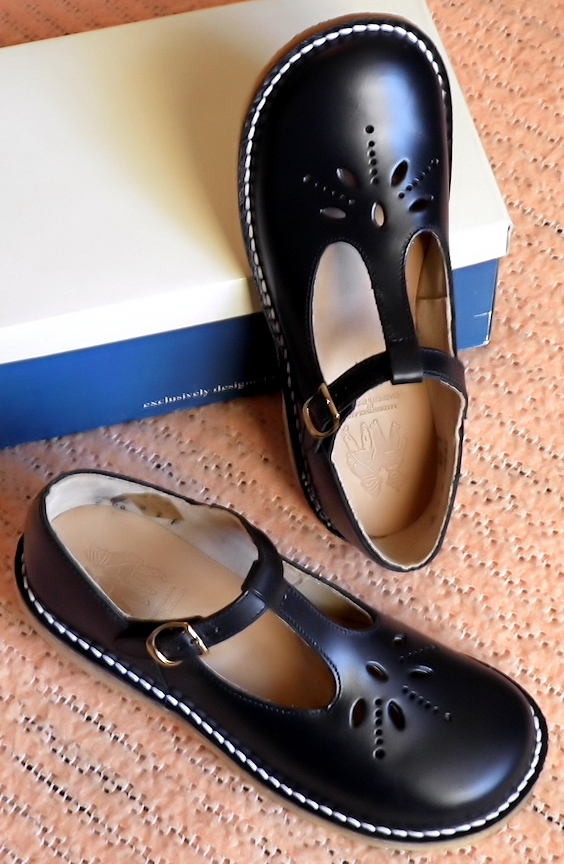
Une paire de Salomé.

- Sabot
- Salomé (chaussure)
- Sandale
- Sandales épiscopales
- Santiag (ou botte de cowboy)
- Soulier

## T

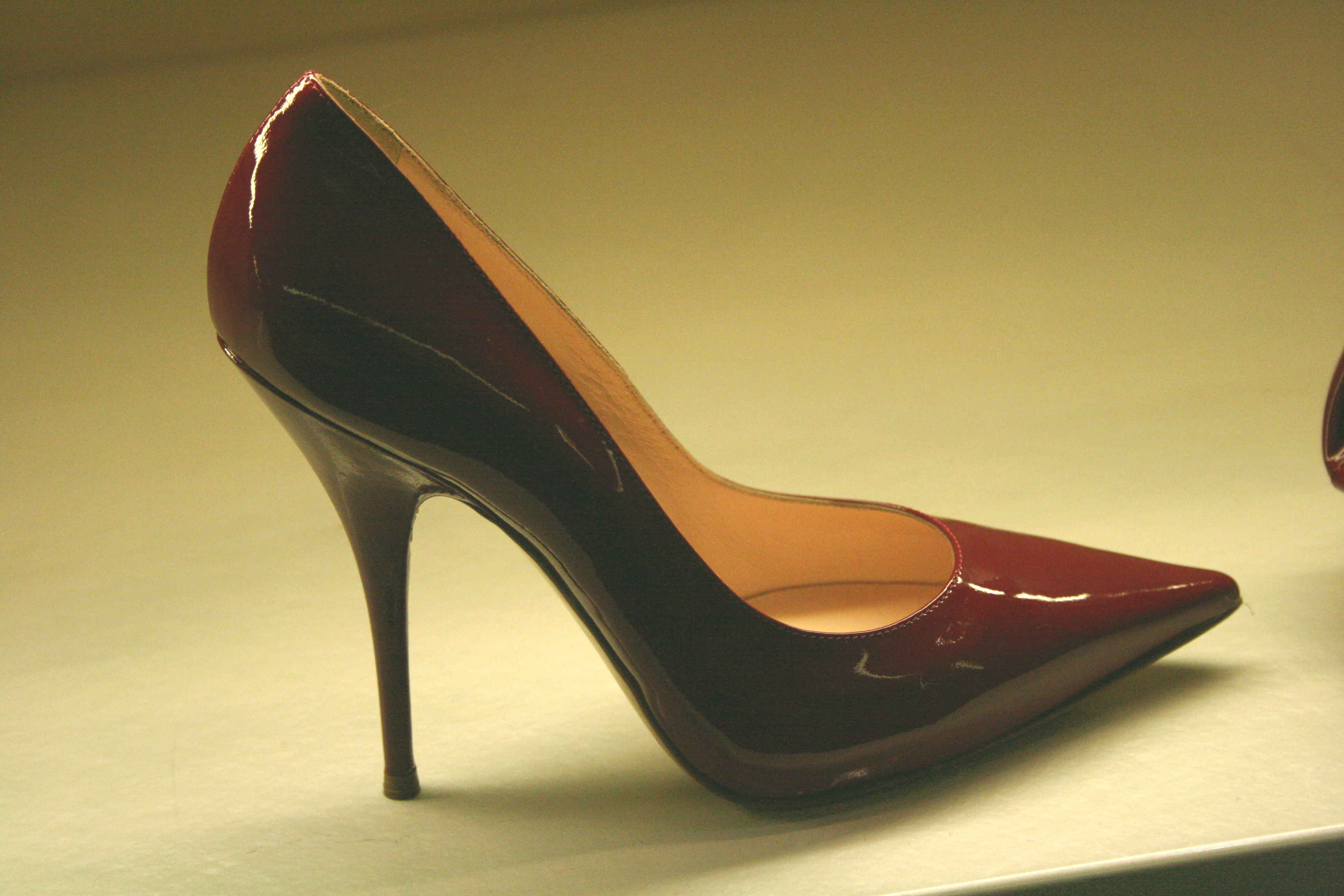
Un Talon aiguille.

- Tabi
- Talon aiguille
- Tong

## U
- Ugg (chaussure)

## W
- Waraji

## Z
- Zōri